# Logroñés CF
A Logroñés CF, teljes nevén Logroñnés Club de Fútbol egy már megszűnt spanyol labdarúgócsapat. A klubot 2000-ben alapították CD Recreación néven, nyolc évvel később szűnt meg.

## Statisztika
| Szezon  | Osztály    | Poz. | Copa del Rey |
| ------- | ---------- | ---- | ------------ |
| 2000/01 | Regionális | —    |              |
| 2001/02 | 3ª         | 3.   |              |
| 2002/03 | 3ª         | 3.   |              |
| 2003/04 | 2ªB        | 5.   |              |
| 2004/05 | 2ªB        | 6.   |              |
| 2005/06 | 2ªB        | 15.  |              |
| 2006/07 | 2ªB        | 10.  |              |
| 2007/08 | 2ªB        | 17.  |              |

## Ismertebb játékosok
- Martín Fúriga
- Gonzalo Pavone
- Juan Manuel Viale
- Zeferino
- Marco Paixão
- Nacho Franco
- Martín Vellisca
- Alfredo Álvarez
- Igor San Miguel
- Roberto Lombraña
- Eduardo García
- Jorge Cabeza

## Külső hivatkozások
- Hivatalos weboldal[halott link] (spanyolul)